# La Esperanza (Honduras)
La Esperanza é uma cidade de Honduras e capital do departamento de Intibucá.

## História
Foi fundado imediatamente após a criação do Departamento de Intibucá. Atualmente é uma cidade com mais de 20 mil habitantes e junto com Intibucá formam uma única cidade.
Em 25 de julho de 1919, o exército rebelde ocidental tomou os municípios de 'La Esperanza' e 'Intibucá', sob ordens do comandante geral '  'José Ramírez' que morreu na revolta, seus oficiais Coronel Vicente Tosta Carrasco e Coronel [[Gregorio Ferrera] ]' ', recebeu ordens para avançar e tomar as cidades de 'Gracias', 'Santa Rosa' e depois seguir para o norte para  Honduras , tudo isso durante a 'Primeira Guerra Civil Hondurenha.

## Geografia
La Esperanza encontra-se a uma altitude de 1720 metros (5 200 pés) e apresenta um bioma de pastagem, localiza-se a 9°1′48″N e 38°44′24″E..

## Clima
La Esperanza tem um clima oceânico (Köppen-Geiger: Cfb) e um clima subtropical de altitude (Köppen-Geiger: Cwb). dependendo da altitude e dos padrões de vento predominantes. A elevada altitude modera as temperaturas o ano todo, e a posição da cidade perto do equador significa que as temperaturas são muito constantes de mês para mês. Como tal, o clima seria marítimo se sua elevação não fosse levada em conta, já que nenhum mês está acima de 22 °C (72 °F) em temperaturas médias.
| Dados climatológicos para La Esperanza , Honduras                  | Dados climatológicos para La Esperanza , Honduras | Dados climatológicos para La Esperanza , Honduras | Dados climatológicos para La Esperanza , Honduras | Dados climatológicos para La Esperanza , Honduras | Dados climatológicos para La Esperanza , Honduras | Dados climatológicos para La Esperanza , Honduras | Dados climatológicos para La Esperanza , Honduras | Dados climatológicos para La Esperanza , Honduras | Dados climatológicos para La Esperanza , Honduras | Dados climatológicos para La Esperanza , Honduras | Dados climatológicos para La Esperanza , Honduras | Dados climatológicos para La Esperanza , Honduras | Dados climatológicos para La Esperanza , Honduras |
| Mês                                                                | Jan                                               | Fev                                               | Mar                                               | Abr                                               | Mai                                               | Jun                                               | Jul                                               | Ago                                               | Set                                               | Out                                               | Nov                                               | Dez                                               | Ano                                               |
| ------------------------------------------------------------------ | ------------------------------------------------- | ------------------------------------------------- | ------------------------------------------------- | ------------------------------------------------- | ------------------------------------------------- | ------------------------------------------------- | ------------------------------------------------- | ------------------------------------------------- | ------------------------------------------------- | ------------------------------------------------- | ------------------------------------------------- | ------------------------------------------------- | ------------------------------------------------- |
| Temperatura máxima recorde (°C)                                    | 30                                                | 28                                                | 30                                                | 29                                                | 30                                                | 29                                                | 29                                                | 32                                                | 28                                                | 27                                                | 30                                                | 28                                                | 32                                                |
| Temperatura máxima média (°C)                                      | 23,5                                              | 24,5                                              | 25,4                                              | 24,8                                              | 25,2                                              | 23,4                                              | 20,7                                              | 20,7                                              | 21,7                                              | 22,7                                              | 23,0                                              | 22,9                                              | 23,2                                              |
| Temperatura média (°C)                                             | 15,4                                              | 16,6                                              | 17,9                                              | 17,9                                              | 18,0                                              | 17,0                                              | 15,9                                              | 15,8                                              | 16,2                                              | 15,7                                              | 14,8                                              | 14,9                                              | 16,3                                              |
| Temperatura mínima média (°C)                                      | 7,4                                               | 8,7                                               | 10,5                                              | 11,1                                              | 10,8                                              | 10,6                                              | 11,1                                              | 11,0                                              | 10,7                                              | 8,7                                               | 6,7                                               | 7,0                                               | 9,5                                               |
| Temperatura mínima recorde (°C)                                    | 6                                                 | 9                                                 | 10                                                | 10                                                | 10                                                | 11                                                | 12                                                | 10                                                | 10                                                | 9                                                 | 8                                                 | 7                                                 | 7                                                 |
| Chuva (mm)                                                         | 58                                                | 20                                                | 10                                                | 21                                                | 89                                                | 100                                               | 140                                               | 107                                               | 109                                               | 106                                               | 80                                                | 74                                                | 1 101                                             |
| Dias com chuva                                                     | 14                                                | 5                                                 | 7                                                 | 9                                                 | 10                                                | 20                                                | 27                                                | 26                                                | 18                                                | 17                                                | 17                                                | 16                                                | 155                                               |
| Humidade relativa (%)                                              | 47                                                | 51,5                                              | 47,5                                              | 54,5                                              | 53                                                | 67,5                                              | 79,5                                              | 79                                                | 71,5                                              | 47,5                                              | 48                                                | 45,5                                              | 57,7                                              |
| Fonte: Climate-data.org(http://es.climate-data.org/location/3789/) |                                                   |                                                   |                                                   |                                                   |                                                   |                                                   |                                                   |                                                   |                                                   |                                                   |                                                   |                                                   |                                                   |